# Косолапова, Валентина Андреевна
Валентина Андреевна Косолапова (род. 11 июля 1997 года, Волгоград) — российская легкоатлетка, специализирующаяся в тройном прыжке.

## Биография
Родилась 11 июля 1997 года в Волгограде. Отец — политический деятель Андрей Косолапов.
Тренируется под руководством Нелли Блиновой. С 2018 года также сотрудничает с Евгением Тер-Аванесовым.
Начала участвовать в крупных соревнованиях в 2013 году. В 2015 году победила на чемпионате Европы среди юниоров. Мастер спорта России (2015).
В 2019 и 2020 годах становилась бронзовым призёром чемпионатов России в помещении.
В 2021 году вышла замуж.

## Основные результаты

### Международные
| Год  | Соревнования                   | Место проведения    | Место | Результат |
| ---- | ------------------------------ | ------------------- | ----- | --------- |
| 2015 | Чемпионат Европы среди юниоров | Эскильстуна, Швеция | 1     | 13,27 м   |

### Национальные
| Год  | Соревнования                 | Место проведения | Место | Результат |
| ---- | ---------------------------- | ---------------- | ----- | --------- |
| 2019 | Чемпионат России в помещении | Москва           | 3     | 13,32 м   |
| 2019 | Чемпионат России             | Чебоксары        | 4     | 13,72 м   |
| 2020 | Чемпионат России в помещении | Москва           | 3     | 13,85 м   |
| 2022 | Чемпионат России             | Чебоксары        | 4     | 13,23 м   |
| 2023 | Чемпионат России в помещении | Москва           | 11    | 12,63 м   |